# 318 a. C.
El año 318 a. C. fue un año del calendario romano prejuliano. En el Imperio romano se conocía como el Año del Consulado de Flacinator y Veno (o menos frecuentemente, año 436 Ab urbe condita). 

## Acontecimientos

### China
- El estado de Qin se mueve a la cuenca del Sichuan, dándoles el control de esa gran llanura productora de alimento.

### Grecia
- En una lucha de poder en Atenas después de la muerte de Antípatro de Macedonia, Foción es depuesto como gobernante de Atenas, condenado por traíción, y ejecutado por aquellos atenienses que esperaban restaurar la democracia en la ciudad. Poco después, los atenienses decretan un funeral público y una estatua en su honor.

### Imperio macedonio
- Antígono decide convertirse en señor de toda Asia, junto con Casandro y Ptolomeo I. Emprende negociaciones con Eumenes de Cardia; pero Eumenes sigue fiel a la casa real. Reúne un ejército y forma una coalición con los sátrapas de las provincias orientales. Captura entonces Babilonia que tenía Antígono.
- Antígono marcha contra Eumenes, de manera que Eumenes se retira al este para reunirse con los sátrapas de las provincias más allá del río Tigris.
- Casandro de Macedonia, que se ha aliado con Ptolomeo y Antígono, declara la guerra al regente, Poliperconte. La mayor parte de los estados griegos lo apoyan, incluyendo Atenas. Casandro se alía con Eurídice, la ambiciosa esposa del rey Filipo III Arrideo de Macedonia.
- Aunque Poliperconte tiene éxito al principio asegurando el control de las ciudades griegas, cuya libertad proclama, su flota es destruida por Antígono.

## Nacimientos
- Pirro de Epiro, rey de Epiro y Macedonia

## Fallecimientos
- Foción, ateniense, político y general (n. 402 a. C.)
- Lisipo, escultor clásico griego (n. 370 a. C.)

## Arte y literatura
- Aristóxeno, un filósofo peripatético griego y escritor sobre música y ritmo, y alumno de Aristóteles, escribe un tratado sobre música llamado los Elementos de Armonía.

- Datos: Q82391